# 多崎礼
多崎 礼（たさきれい、2月20日 - ）は日本の小説家。2006年、中央公論新社主催の第2回C★NOVELS大賞に応募した『煌夜祭』が大賞を受賞しデビュー。

## 人物
ペンネームの「礼」はアメリカの作家であるレイ・ブラッドベリからとった。
「工学部で画像工学を教えてくれる大学」を卒業後、広告代理店に入社したが1年半ほどで辞職。その時初めて真剣に小説家になろうと決心する。以降アルバイトを続けながら17年間投稿生活を続ける。書店員を11年続けている間にデビューを果たした。
2020年12月よりTwitterにてバーチャル煌夜祭を主宰。
2024年、『レーエンデ国物語」が第45回吉川英治文学新人賞、第21回本屋大賞にノミネートされた。本屋大賞投票の結果5位を受賞した。
『煌夜祭』は文庫化され『夢の上』本編3巻も改題されて文庫化されたものの『〈本の姫〉は謳う』『夢の上　サウガ城の六騎将』は電子書籍でしか読めない状態が長く続いていた。2023年11月『煌夜祭』単行本出版に始まり2025年2月『夢の上　サウガ城の六騎将』出版に至るまで多くの多崎作品の単行本化がなされ都度サイン会が催された。

## 作品リスト
- 煌夜祭
  - ISBN 978-4-12-500948-3 / 2006年7月 （イラスト：山本ヤマト / 地図：凪かすみ / C★NOVELSファンタジア）
  - ISBN 978-4-12-205795-1 / 2013年5月 （地図：凪かすみ/文庫版・中公文庫）
  - 煌夜祭前夜（分冊：C★NOVELS Mini（電子書籍））
    - 夜半を過ぎて 『C★N25』初出

  - #煌夜祭2020書き下ろし短篇『人であれ』[9] 2020年12月
  - #煌夜祭2021書き下ろし短篇『言わぬが花』[9] 2021年12月
  - #煌夜祭2022書き下ろし短篇『ありきたりな幸福を』[9] 2022年12月
  - ISBN 978-4-12-005709-0 / 2023年11月 (表紙：六七質/デザイン：西村弘美/地図：凪かすみ/単行本・中央公論新社)
    - 外伝短篇「夜半を過ぎて 煌夜祭前夜」「遍歴」収録
    - フリーペーパー「ぼんくらな島主」一部の本に特典として封入

  - #煌夜祭2023書き下ろし短篇『泣き男』[9] 2023年12月
  - #煌夜祭2024書き下ろし短篇『赤い炎』[9] 2024年12月
- “本の姫”は謳う（イラスト：山本ヤマト/C★NOVELSファンタジア）
  1. ISBN 978-4-12-501006-9 / 2007年10月
  2. ISBN 978-4-12-501024-3 / 2008年3月
  3. ISBN 978-4-12-501037-3 / 2008年6月
  4. ISBN 978-4-12-501048-9 / 2008年9月

新装版〈本の姫〉は謳う（装幀：鈴木久美/装画：緒賀岳志/地図絵：芦刈将/単行本・講談社）
1. ISBN 978-4-06-534338-8 / 2024年1月
2. ISBN 978-4-06-534645-7 / 2024年2月
3. ISBN 978-4-06-534808-6 / 2024年3月
4. ISBN 978-4-06-534809-3 / 2024年4月

- 夢の上（イラスト：天野英/C★NOVELSファンタジア）
  1. 翠輝晶・蒼輝晶 ISBN 978-4-12-501123-3 / 2010年9月
  2. 紅輝晶・黄輝晶 ISBN 978-4-12-501138-7 / 2011年1月
  3. 光輝晶・闇輝晶 ISBN 978-4-12-501152-3 / 2011年5月
  4. サウガ城の六騎将 ISBN 978-4-12-501199-8 / 2012年4月 - 短編集。C★NOVELS Mini（電子書籍）にて分冊版あり

【改題】夢の上 夜を統べる王と六つの輝晶（表紙：㋐㋷㋜㋣レーター / 文庫版・中公文庫）
1. ISBN 978-4-12-206836-0 / 2020年2月
2. ISBN 978-4-12-206852-0 / 2020年3月
3. ISBN 978-4-12-206871-1 / 2020年4月

【改題】夢の上 (装画：六七質 / 装幀：西村弘美 / 地図：平面惑星 / 単行本・中央公論新社)
1. 翠輝晶・蒼輝晶 ISBN 978-4-12-005810-3 / 2024年8月

書き下ろし番外短篇「輝晶の欠片１　永遠の誓い」を収録
1. 紅輝晶・黄輝晶 ISBN 978-4-12-005834-9 / 2024年10月

書き下ろし番外短篇「輝晶の欠片　伴走者の遺言」を収録
1. 光輝晶・闇輝晶 ISBN 978-4-12-005858-5 / 2024年12月

書き下ろし番外短篇「輝晶の欠片　最初の夢」を収録
1. サウガ城の六騎将 ISBN 978-4-12-0058837 / 2025年2月

書き下ろし短篇「世界で一番速い馬 reprise」を収録
- 八百万の神に問う（イラスト：天野英 / C★NOVELSファンタジア）
  1. 春 ISBN 978-4-12-501245-2 / 2013年4月
  2. 夏 ISBN 978-4-12-501260-5 / 2013年8月
  3. 秋 ISBN 978-4-12-501275-9 / 2013年12月
  4. 冬 ISBN 978-4-12-501294-0 / 2014年4月

- 番外編（分冊：C★NOVELS Mini（電子書籍） / 合本：外伝集 C★NOVELS（電子書籍））
  - 哭く骸骨 『飛翔 C★NOVELS大賞作家アンソロジー』初出
  - 春宵桜 『Yorimoba』2013年4月25日 - 9月24日 初出
  - 夏朝顔 『Yorimoba』2013年8月25日 - 2014年1月24日 初出
  - 秋木犀 『読売プレミアム』2014年1月1日 - 3月31日 初出
  - 冬雪椿 『読売プレミアム』2014年5月1日 - 7月31日 初出

- 神殺しの救世主（表紙：にしざかひろみ/角川書店単行本）
  - ISBN 978-4-04-103217-6 / 2015年7月
- 血と霧（イラスト：中田春彌/ハヤカワ文庫JA）
  1. 常闇の王子 ISBN 978-4-15-031232-9 / 2016年5月
  2. 無名の英雄 ISBN 978-4-15-031237-4 / 2016年7月
- 叡智の図書館と十の謎
  - ISBN 978-4-12-206698-4 / 2019年2月 （表紙：田中寬崇/中公文庫）
  - ISBN 978-4-12-005789-2 / 2024年6月 （装画：六七質/装幀：西村弘美/挿絵：田中寬崇/単行本：中央公論新社）
- レーエンデ国物語 (表紙：よー清水/人物イラスト：孳々/講談社単行本)
  1. ISBN 978-4-06-531946-8 / 2023年6月
  2. 月と太陽 ISBN 978-4-06-532680-0 / 2023年8月
  3. 喝采か沈黙か ISBN 978-4-06-533583-3 / 2023年10月
  4. 夜明け前 ISBN 978-4-06-535198-7 / 2024年4月

  - レーエンデ国物語公式ガイドブック レーエンデの歩き方 ISBN 978-4-06-5349595 / 2024年6月

## コミカライズ
- レーエンデ国物語（作画：薄雲ねず/アフタヌーンKC）ISBN 9784065386903/2025年3月21日 -